# Regionalwahl in Sardinien 1957
Die Regionalwahl in Sardinien 1957 fand am 16. Juni statt. Gewählt wurden 70 Abgeordnete zum Regionalrat.
Der Präsident und die Mitglieder des Regionalausschusses (Giunta regionale) wurden vom Regionalrat aus den Reihen seiner Mitglieder gewählt.

## Liste der Präsidenten
Präsidenten des Regionalausschusses während der III. Legislaturperiode (1957–1961):
- Giuseppe Brotzu (DC), 1957–1958;
- Efisio Corrias (DC), 1958–1961.

## Wahlergebnis
| Listen | Listen                                  | Stimmen | %    | Mandate |
| ------ | --------------------------------------- | ------- | ---- | ------- |
|        | Democrazia Cristiana                    | 278.304 | 41,7 | 31      |
|        | Partito Comunista Italiano              | 116.997 | 17,5 | 13      |
|        | Partito Socialista Italiano             | 63.524  | 9,5  | 6       |
|        | Partito Monarchico Popolare             | 60.006  | 9,0  | 6       |
|        | Partito Sardo d’Azione                  | 40.214  | 6,0  | 5       |
|        | Partito Nazionale Monarchico            | 38.867  | 5,8  | 4       |
|        | Movimento Sociale Italiano              | 33.628  | 5,0  | 3       |
|        | Partito Socialista Democratico Italiano | 18.162  | 2,7  | 1       |
|        | Partito Liberale Italiano               | 18.129  | 2,7  | 1       |
| Gesamt | Gesamt                                  | 667.831 | 100  | 70      |